# گیرده تپه
گیرده تپه مربوط به سده‌های اولیه دوران‌های تاریخی پس از اسلام است و در شهرستان گرمی، بخش مرکزی، دهستان اجارود مرکزی، روستای اجاق آلاز واقع شده و این اثر در تاریخ ۱۲ دی ۱۳۸۶ با شمارهٔ ثبت ۲۰۴۱۶ به‌عنوان یکی از آثار ملی ایران به ثبت رسیده است.